# Dactylaria candidula
Dactylaria candidula är en svampart som först beskrevs av Franz Xaver von Höhnel, och fick sitt nu gällande namn av G.C. Bhatt & W.B. Kendr. 1968. 
Dactylaria candidula ingår i släktet Dactylaria, ordningen disksvampar, klassen Leotiomycetes, divisionen sporsäcksvampar och riket svampar.   Inga underarter finns listade i Catalogue of Life.